# Nabil Haffar
Nabil Haffar (arabisch نبيل الحفار, DMG Nabīl al-Ḥaffār, * 11. Januar 1945 als Mohammed Nabil al-Haffar in Damaskus, Syrien) ist ein syrischer Germanist, Theaterwissenschaftler und Übersetzer von Belletristik aus dem Deutschen ins Arabische, der zahlreiche Romane und Theaterstücke übersetzt hat. Er gilt als wichtiger Kulturvermittler im deutsch-arabischen Literaturaustausch sowie als Dramaturg und Kenner des arabischen Theaters im 20. Jahrhundert.

## Leben und Tätigkeit als Kulturvermittler
Haffar studierte nach seinem Abitur in Damaskus zunächst Germanistik in den 1970er Jahren an der Karl-Marx-Universität in Leipzig und promovierte im Anschluss nach seiner Rückkehr nach Syrien 1987 an der Humboldt-Universität Berlin im Fach Theaterwissenschaften über die Rezeption Brechts in Syrien in den 1970er- und 1980er-Jahren.
Neben seiner Lehrtätigkeit als Dramaturg am syrischen Nationaltheater und Dozent für Theaterwissenschaften an der Hochschule für Theater in Damaskus übersetzte er Theaterstücke von Bertolt Brecht, Peter Weiss, Heinar Kipphardt, Stefan Heym, Peter Hacks, Roland Schimmelpfennig und anderen aus dem Deutschen ins Arabische. Weiterhin wirkte er für die syrische Sektion des Internationalen Theaterinstituts (ITI) als Vizepräsident, veröffentlichte zahlreiche Artikel über das syrische, arabische und internationale Theater und war Herausgeber der syrischen Theaterzeitschrift Theaterleben (al-hayāt al-masraḥiyya).
Seit 1974 hat Haffar mehr als fünfundsechzig Romane, Märchen und Theaterstücke ins Arabische übersetzt. Aufgrund seiner Verdienste für die Übersetzung und Vermittlung deutscher zeitgenössischer Literatur im arabischen Kulturraum erhielt er zahlreiche Auszeichnungen, darunter 1982 den Jacob-und-Wilhelm-Grimm-Preis der DDR, 2010 den Deutsch-arabischen Übersetzerpreis des Goethe-Instituts in Ägypten und 2018 den Scheich-Hamad-Preis für Übersetzung und internationale Verständigung in Katar.
In seiner Jahrzehnte langen, intensiven Beschäftigung mit deutscher sowie arabischer Literatur hat sich Haffar zum Ziel gesetzt, für die jeweiligen literarischen Inhalte und deren Stil adäquate Übersetzungen für interessierte Leserschaften bzw. das Theaterpublikum in arabischen Ländern zu verfassen. Dies veranlasste ihn beispielsweise, Kafkas Roman Der Prozess, der bereits zuvor mehrfach auf Arabisch erschienen war, neu zu übersetzen oder bei der Übertragung des auch auf Arabisch äußerst erfolgreichen Romans Das Parfum von Patrick Süskind entsprechende Ausdrucksformen für Düfte, Gerüche oder den historischen Kontext im Frankreich des 18. Jahrhunderts zu verwenden.
Darüber hinaus hat Haffar als verantwortlicher Redakteur für Literatur mehrere enzyklopädische Einträge für die Arabic Encyclopedia zu Stichworten über Theater und Schriftstellern verfasst, zum Beispiel über das Epische Theater und Thomas Bernhard. Dieses Werk mit 24 Bänden wird von der syrischen Regierung in Zusammenarbeit mit der Arabischen Liga herausgegeben und vom Verlag Dar al-Fikr in Damaskus vertrieben. Die online Version ist hingegen kostenlos einsehbar.
Nach Einschätzung des syrischen Literaturwissenschaftlers Abdo Abboud ist sein Landsmann Haffar einer der wenigen arabischen Germanisten, die moderne deutsche Literatur übersetzt haben. Dies liegt nach Meinung Abbouds vor allem an den wirtschaftlichen Schwierigkeiten des arabischen Buchmarkts, als auch am geringen Interesse arabischer Verlage und entsprechend qualifizierter Übersetzer aus dem Deutschen.

## Übersetzungen ins Arabische (Auswahl)
(deutsche Originaltitel und arabische Verlagsangaben)
Theaterstücke und Texte über das Theater:
- Bertolt Brecht

```
- Die Mutter, Alfarabi-Verlag, Libanon, 1973
- Die heilige Johanna der Schlachthöfe, Alfarabi, 1974
- Turandot, Alfarabi, 1975
- Schweyk im zweiten Weltkrieg, Alfarabi, 1974
- Mann ist Mann, syr. Zeitschrift 
Theaterleben
, 1976
- Die Kleinbürgerhochzeit, Theaterleben, 2000
- Fünf Schwierigkeiten beim Schreiben der Wahrheit, Althawra, 1975
- Über das epische Theater, Theaterleben, 1988
- Das kleine Organon fürs Theater, Theaterleben, 2012
```

sowie: - Ausgewählte Gedichte, Althawra, 1976
- Peter Weiss

```
- Wie dem Herrn Mockinpott das Leiden ausgetrieben wird, Alfarabi, 1975
- Über das dokumentarische Theater, Almarifa, 1967
```

- Heinar Kipphardt, In der Sache J. Robert Oppenheimer, Alfarabi, 1973
- Friedrich Dürrenmatt, Über die gegenwärtige Tragikomödie, Almarifa, 1968
- Stefan Heym, Hakims Geschichten, Theaterleben, 1985
- Roland Schimmelpfennig, Die Frau von früher, Internationale Literaturen, 2007
- Peter Hacks

```
- Senecas Tod, Kawalies, 2009
- Ein Gespräch im Hause von Stein über den abwesenden Herrn von Goethe, Kawalies, 2011
```

Prosa:
- Franz Kafka

```
- In der Strafkolonie, Goethe-Institut Khartum, 2016
- Das Schloss, Takween, Kuweit, 2018
- Der Prozess, Takween, Kuweit, 2018
- Die Verwandlung, Takween, Kuweit, 2018
```

- Patrick Süsskind

```
- Das Parfüm, Vereinigte Arabische Emirate, 1993 / Almada Verlag, Damaskus, 1996
- Die Geschichte vom Herrn Sommer, Almada, 2017
- Über Liebe und Tod, Almada, 2017
```

- Herta Müller, Der Mensch ist ein großer Fasan, Kalima, Abu Dhabi
- Gebrüder Grimm, Die gesammelten Märchen, Almada, 2016
- Anna Seghers, Erzählungen, Internationale Literaturen, 1984
- Walter Kappacher, Selina oder das andere Leben, Kalima, Abu Dhabi
- Robert Schneider, Schlafes Bruder, Kalima, Abu Dhabi
- Christoph Ransmayr, Atlas eines ängstlichen Mannes, Kalima, Abu Dhabi
- Martin Seel, 111 Tugenden, 111 Laster, Kalima, Abu Dhabi,
- Thomas R.P. Mielke, Gilgamesch, König von Uruk, Qadmus, Damaskus, 2010
- Jenny Erpenbeck, Heimsuchung, Merit, Kairo, 2015
- Felicitas Hoppe, Hoppe, Atlas, Beirut, 2016
- Marie Courant, Qatna, Atlas, Beirut, 2016
- Bernhard Schlink, Zuckererbsen, Internationale Literaturen, Damaskus
- Siegfried Lenz, Erzählungen, Internationale Literaturen, Damaskus.
- Elfriede Jelinek, Lust, al Kamel Verlag, Beirut, 2017
- Ulrich Peltzer, Das bessere Leben, Dar Atlas, Beirut-Damaskus
- Heinrich Böll, Erzählungen, Boell-Stiftung, Beirut 2017
- Robert Walser, Der Spaziergang, al Kamel-Verlag, Beirut 2017
- Daniel Kehlmann, Tyll, Adwan, Abu Dhabi, 2020
- Robert Walser, Jakob von Gunten, 2020

Sachbuch:
- Thomas Steinfeld, Herr der Gespenster. Die Gedanken des Karl Marx. Atlasbooks, Beirut und Damaskus 2020